# Llac Léman

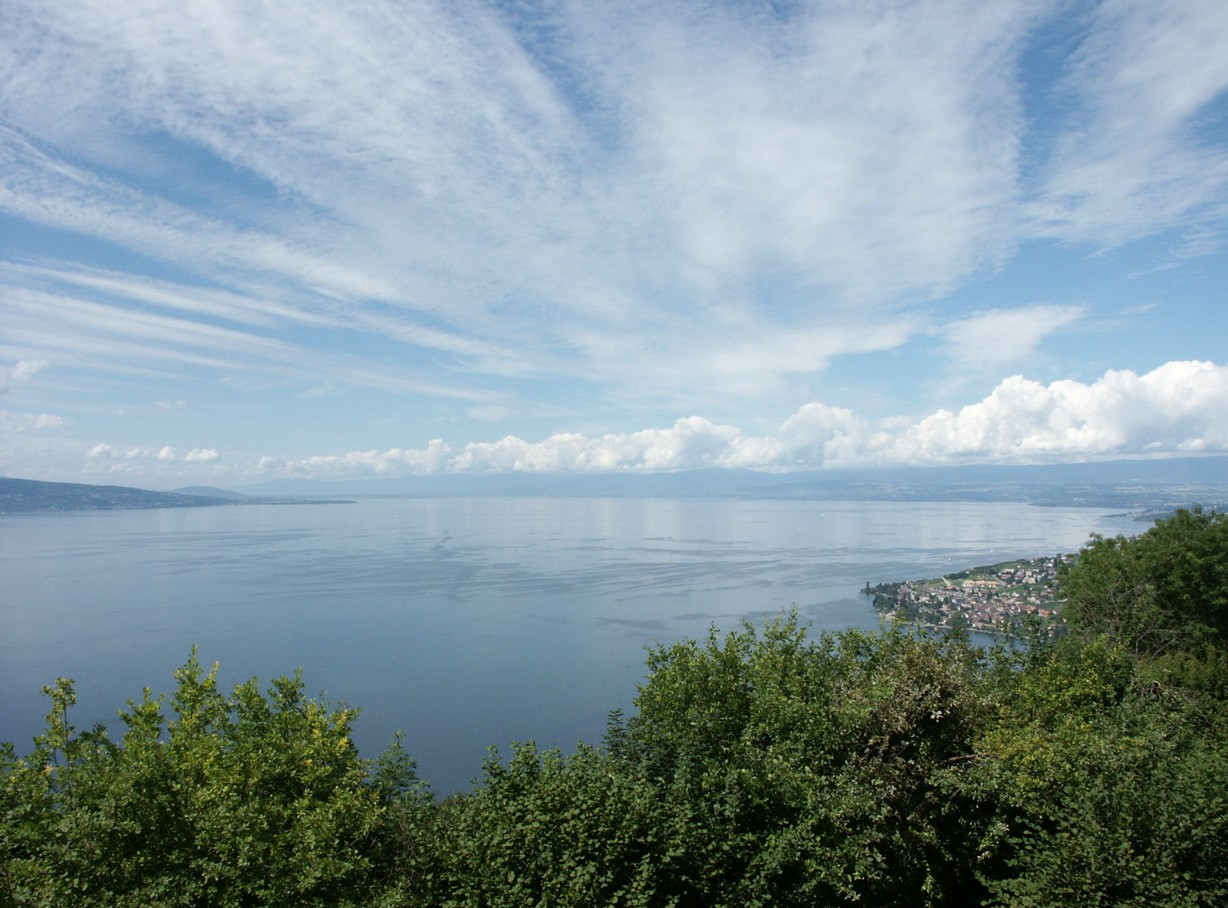
Foto del llac

El llac Léman (o llac de Ginebra) és un llac d'Europa Occidental. Amb forma de mitja lluna, la ribera nord i els dos costats (est i oest) pertanyen a Suïssa, i la ribera sud a França. La frontera entre els tots països passa pel mig del llac.
El llac està travessat d'est a oest pel riu Roine. La seua formació té diferents orígens: el plegament de plaques tectòniques i l'acció de la glacera del Roine. Va aparèixer fa uns 15.000 anys. El 58 aC fou utilitzat per Juli Cèsar com a defensa natural contra els helvecis durant la guerra de les Gàl·lies.

## Etimologia
És rarament conegut en català com llac Léman, pel francès Le Léman (pronunciat le'mɑ̃/). El nom francès ha arribat per derivació de la denominació llatina, lacus Lemannus. Lemannus ve de l'antic grec liménos límnē, que vol dir "el llac del port". A l'edat mitjana se'l coneixia com Lacus Losanetes i més tard Lac de Lausanne, per la ciutat de Lausana. Més tard, amb la puixança de Ginebra, es va començar a denominar llac de Ginebra, excepte en francès, en què el nom de Léman és el més comú.

## Característiques
- Longitud: 72,8 km
- Amplària màxima: 13,8 km

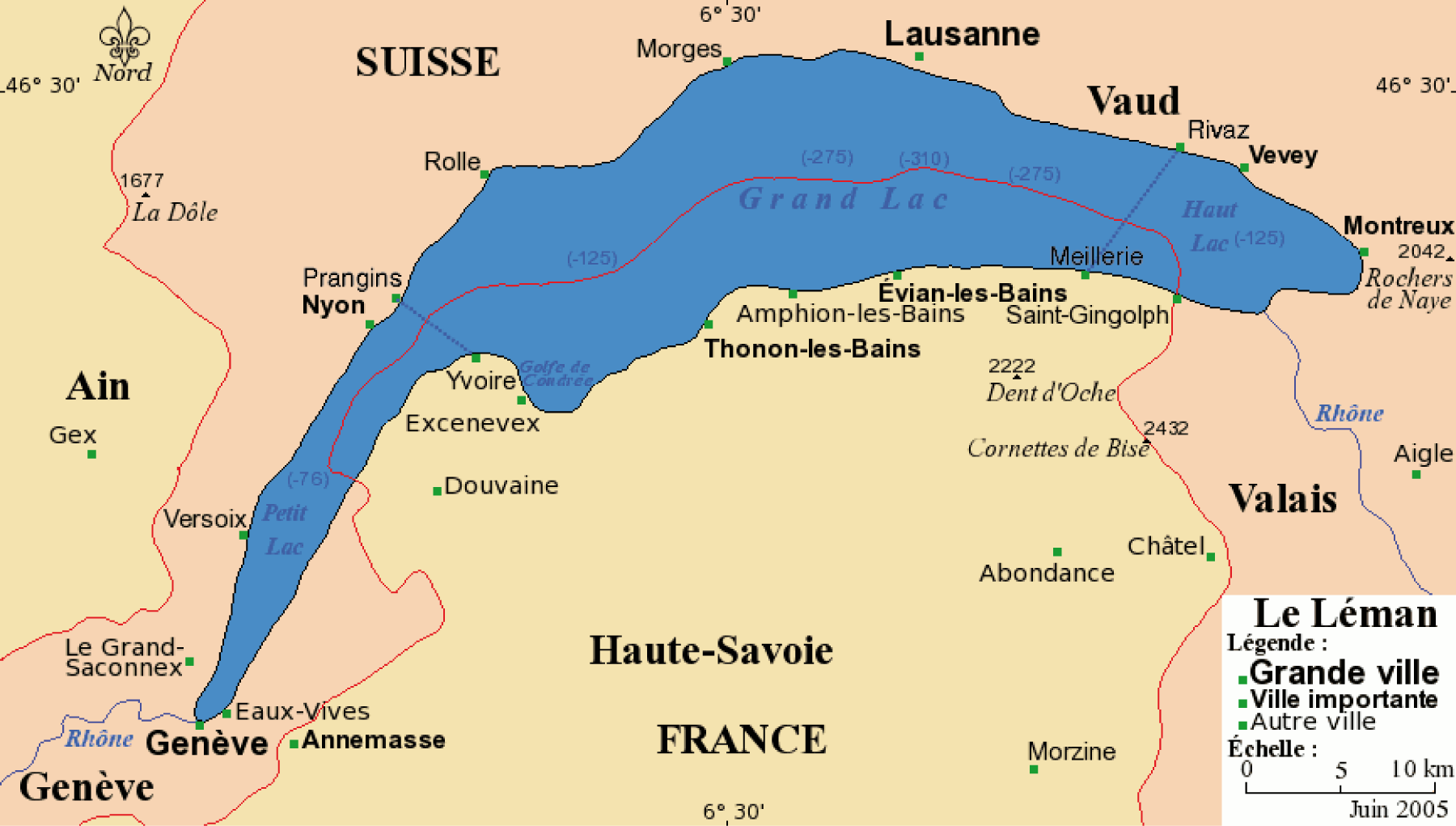
Mapa general del llac

- Superfície: 582,4 km² (348,4 km² a Suïssa i 234 km² a França)
- Altitud: 372 m[6]
- Profunditat màxima: 309,7 m
- Volum d'aigua: 89 quilòmetres cúbics
- Temperatura mínima: 6 °C

## Clima
Encara que està situat al costat dels Alps, el llac de Ginebra, per la quantitat d'aigua que conté, crea al voltant un microclima. Particularment això passa a Montreux i els voltants, on hi ha palmeres, atzavares i altres plantes exòtiques per a la regió. A l'hivern el llac manté part de la calor acumulada a l'estiu, cosa que hi manté el clima més estable que en altres zones dels voltants. A l'estiu, l'aigua manté les temperatures estables.

## Hidrografia
El llac rep aigua de diversos rius que provenen dels cantons suïssos dels voltants i del departament francès de l'Alta Savoia. El Roine hi fa l'aportació més important, ja que recapta gran part dels torrents dels cantons de Valais i Vaud. Calen una dotzena d'anys perquè les aigües del llac siguin completament renovades. La contaminació va ser un problema greu a la dècada dels 80 del segle xx, però la situació s'ha estabilitzat actualment. Tot i això, les deixalles químiques de les fàbriques, com els fosfats, encara acaben al llac sense tractament.

## Fauna i flora
La qualitat de l'aigua va millorar molt a la darreria del segle xx. L'abril del 2008, les autoritats franceses van prohibir la pesca al llac perquè la taxa de dioxines va pujar del límit permès.

### Peixos
El 2006 hi havia 146 pescadors professionals al llac, amb una mitjana d'edat de 42 anys, i 7.340 pescadors d'oci. El total de les captures de peix al llac és d'unes 650 tones anuals (11 kg per hectàrea lacustre). Actualment, hi ha una trentena d'espècies de peixos al llac.

### Ocells
El llac es troba a la via migratòria entre els Alps i el Jura. Provinents d'Escandinàvia o de Sibèria, cada any hi hivernen 150.000 ocells.
Des de l'11 de setembre de 1990 l'espai conegut com Les Grangettes és un espai Ramsar i des del 8 d'Abril 1991 les Rives du Lac Léman també accedeixen a aquesta llista d'aiguamolls protegits.

## Turisme

### Vaixells
Hi ha quasi 20.000 vaixells amarrats a la vora del llac, per a l'oci, el transport de banda a banda o la pesca.
Hi ha servei de vaixells d'època per fer voltes pel llac per als turistes. També hi ha vaixells que creuen el llac a la part de Ginebra, que fan de "pont" per a la gent que viu a la vorera del llac, i entre Lausanne i la ribera francesa pels treballadors que creuen el llac. Avui dia, els nivells de contaminació s'han reduït dràsticament i es torna a considerar segur nedar al llac.

### Esdeveniments esportius
Cada any, al juny, s'hi organitza la competició de vela esportiva lacustre més importat del món: el Bol d'Or, que té una participació mitjana de 600 vaixells anualment. La competició és una cursa entre Ginebra (a la punta oest del llac) i Le Bouveret (a la punta est).
Una altra regata important al llac són els 5 dies del Léman. És la cursa més llarga que es duu a terme a Europa en un llac.
A començament de juny hi ha una volta ciclista que fa la volta al llac.Les motos aquàtiques estan prohibides a tot el llac.